# Börje Nordström (friidrottare)
Börje Nordström, född 22 maj 1916 i Malmö, död 6 juni 1987 i Staffanstorp, var en svensk friidrottare (längdhoppare).
Nordström tog två SM-brons i längdhopp samt ett SM-guld i korta stafetten. Han tävlade för Malmö AI. Personliga rekord: Längdhopp - 7,14m; 100 meter - 11,0.